# E. M. Broner
Esther Frances Masserman Broner (* 8. Juli 1927 als Esther Frances Masserman in Detroit, Michigan; † 21. Juni 2011 in New York), bekannt als E. M. Broner, war eine US-amerikanische Autorin von Romanen, Kurzgeschichten, Theaterstücken sowie autobiografischen und feministischen Texten. Sie setzte sich besonders für eine bessere Einbindung von Frauen in die Riten der jüdischen Religion ein.

## Leben und Werk
Broner wuchs in Detroit als Tochter von jüdischen Immigranten auf. Ihr Vater war Journalist und Historiker, die Mutter stammte aus Polen und war dort als Schauspielerin in jiddischen Theatern aufgetreten. Broner erhielt ihre Ausbildung an der Wayne State University, wo sie ihren B.A. in Soziologie und ihren M.A. in Kreativem Schreiben machte und später Professorin für Englisch und Writer in Residence war. Sie promovierte am Union Institute & University in Cincinnati.
Broner publizierte zunächst Kurzgeschichten, die in Zeitschriften gedruckt wurden. Zum dominierenden Thema ihres Werks entwickelte sich ihr jüdisches Erbe, das sie aus feministischer Perspektive umwertete. Sie gilt als eine frühere Vertreterin jüdisch-feministischer Positionen.
1966 erschien ihr in Versen geschriebenes Theaterstück Summer in a Foreign Land, in dessen Mittelpunkt eine todkranke jüdische Matriarchin mit magischen Kräften steht. Ihre Nachkommen streiten darum, wer von ihnen die Erfüllung eines der Sterbenden freistehenden Wunsches erben wird. Die Protagonistin von Broners erstem, experimentellem Roman Journal-Nocturnal, der 1968 zusammen mit mehreren Kurzgeschichten veröffentlicht wurde, ist eine politisch passive Frau, die sowohl der Ablehnung (durch ihren Mann) wie auch der Unterstützung (durch ihren Liebhaber) des Vietnamkrieges ihre Zustimmung gibt.
Weil sie den Eindruck hatte, dass Verlage ihre Bücher aufgrund ihres Geschlechts zurückwiesen, veröffentlichte sie spätere Werke nur noch als E. M. Broner. Mit ihrem Roman Her Mothers profilierte sie sich als Schriftstellerin, deren Hauptfiguren sich auf ihre eigenen Stärken besinnen. Es ist die Geschichte einer Mutter, deren Suche nach der von zu Hause weggelaufenen Tochter sich in eine Selbstsuche verwandelt. Broner entwickelte ihre Motive weiter in ihrem bekanntesten Werk, dem Roman A Weave of Women (1978), in dem zwölf Frauen und drei Mädchen in Jerusalem eine utopisch-feministische Gemeinschaft als Modell für eine bessere Gesellschaft bilden. Broner selbst lebte mit ihrer Familie in den 1970er-Jahren zeitweise in Israel.
Im selben Jahrzehnt begründete Broner mit anderen jüdischen Feministinnen wie Gloria Steinem, Bella Abzug, Grace Paley und Phyllis Chesler in New York City eine Tradition alternativer Sederabende, die das Ziel hatten, eine von ihnen beklagte Marginalisierung von Frauen in Riten der jüdischen Religion zu überwinden. Die Treffen fanden häufig in Broners Apartment statt. Sie wurden zum Vorbild feministischer Sederabende in der ganzen Welt. Broner beschrieb die Motive der sogenannten Seder Sisters in dem Buch A Woman's Passover Haggada, das 1978 unter Mitarbeit von Naomi Nimrod entstand. Da sich kein Verlag für das Werk fand, erschien es zuerst in Ms. Magazine. Erst 1994 wurde es in Buchform veröffentlicht.
Broner veröffentlichte mehrere Bücher, deren Thema die Weiterentwicklung jüdischer religiöser Praktiken in Hinblick auf eine bessere Einbindung von Frauen ist. Sie beschreibt ihre diesbezüglichen Aktivitäten in The Telling (1993). Autobiografisch sind auch die Werke Mornings and Mourning. A Kaddish Journal (1994) und Ghost Stories (1995), in denen sie sich jeweils mit dem Tod eines Elternteils sowie mit der eigenen spirituellen Identität als Jüdin auseinandersetzt. In Mournings and Mourning beschreibt sie, wie sie gegen den Widerstand orthodoxer Juden am Totengebet (Kaddisch) für den Vater teilnahm.
Nachdem sie selbst jahrelang zu dem Thema gearbeitet hatte, trat Broner 1981 als Mitherausgeberin von The Lost Tradition hervor, einer Sammlung wissenschaftlicher Texte über die Verhandlung der Beziehung zwischen Müttern und Töchtern in der Literatur von der Antike bis zum 20. Jahrhundert. Im Laufe der Jahre erschienen Kurzgeschichten, Essays und Rezensionen Broners in zahlreichen Zeitschriften, darunter Mother Jones, Ms. Magazine, Tikkun, Women's Review of Literature, North American Review, Commentary und The Nation. Ihre Kurzgeschichten wurden wiederholt auch in Anthologien aufgenommen. Nach Summer in a Foreign Land schrieb sie sechs weitere Theaterstücke, die in New York, Los Angeles und Detroit auf die Bühne gebracht wurden, darunter 1982 eine Adaption ihres eigenen Romans A Weave of Women. Ihr letztes Werk ist der Roman The Red Squad (2009) über Friedensaktivisten während des Vietnamkriegs und deren Verfolgung durch das FBI. Broner hat selbst an zahlreichen internationalen Veranstaltungen zum Thema Frieden teilgenommen.
Broner lehrte als Gastprofessorin an der Columbia University, der City University of New York, der New York University, der University of California, Los Angeles, der Ohio State University, dem Oberlin College, der Tulane University, dem Sarah Lawrence College, der Universität Haifa und der Hebräischen Universität Jerusalem. Sie erhielt eine Reihe von Preisen für ihr Werk, darunter zwei Auszeichnungen des National Endowment for the Arts und den New York City Award.
Broner war von 1948 bis zu seinem Tod im Jahr 2010 mit Robert Broner verheiratet, einem Grafiker und Kunstprofessor. Aus der Ehe gingen zwei Töchter und zwei Söhne hervor. E. M. Broner starb am 21. Juni 2011 im Alter von 83 Jahren an den Folgen einer Infektion, die zum Versagen mehrerer Organe geführt hatte.

## Veröffentlichungen
Prosa
- Journal-Nocturnal. And Seven Stories. Harcourt, Brace & World, New York 1968.
- Her Mothers. Holt, Rinehart and Winston, New York 1975, ISBN 0-03-014721-2.
- A Weave of Women. A Novel. Holt, Rinehart and Winston, New York 1978, ISBN 0-03-018461-4.
- The Red Squad. A Novel. Pantheon Books, New York 2009, ISBN 0-307-37791-1.

Theaterstücke
- Summer Is a Foreign Land. Wayne State University Press, Detroit 1966.
- Colonel Higginson. 1968.
- The Body Parts of Margaret Fuller. 1976.
- A Weave of Women. 1982.
- Letters to My Television Past. 1985.
- The Olympics. 1986.
- Half-a-Man. 1989.

Autobiografisches
- The Telling. The Story of a Group of Jewish Women Who Journey to Spirituality Through Community and Ceremony. Harper SanFrancisco, San Francisco 1993, ISBN 0-06-060871-4.
- Mornings and Mourning. A Kaddish Journal. HarperSanFrancisco, San Francisco 1994, ISBN 0-06-061071-9.
- Ghost Stories. Global City Press, New York 1995.

Andere
- The Lost Tradition. Mothers and Daughters in Literature. F. Ungar, New York 1980, ISBN 0-8044-2083-1 (als Herausgeberin mit Cathy N. Davidson).
- Bringing Home the Light. A Jewish Woman’s Handbook of Rituals. Council Oak Books, San Francisco 1999, ISBN 1-57178-084-X.